# Италия на зимних Олимпийских играх 1976
Италия принимала участие в зимних Олимпийских играх 1976 года в Инсбруке (Австрия) в двенадцатый раз за свою историю и завоевала две серебряные, одну бронзовую и одну золотую медали. Сборную страны представляли 11 женщин.

## Золото
- Горнолыжный спорт, мужчины — Пьеро Грос.

## Серебро
- Горнолыжный спорт, мужчины — Густав Тёни.
- Горнолыжный спорт, женщины — Клаудия Джордани.

## Бронза
- Горнолыжный спорт, мужчины — Херберт Планк.